# Siphiwe Tshabalala
Lawrence Siphiwe Tshabalala (Soweto, 25 september 1984) is een Zuid-Afrikaans voetballer die uitkomt voor de Kaizer Chiefs.
Siphiwe begon zijn carrière in 2003 bij Alexandra United. Een jaar later kwam hij bij Free State Stars waar hij in drie seizoenen tot 64 wedstrijden kwam en dertien keer scoorde. Hij ging in 2007 naar Kaizer Chiefs.
Siphiwe is tevens international voor Zuid-Afrika. Op het WK 2010 maakte hij het openingsdoelpunt in de wedstrijd van Zuid-Afrika tegen Mexico. De wedstrijd eindigde in 1-1.